# David Olivera
David Olivera nació en Santa Cruz de Tenerife, en 1972. Director de Fotografía y Fotógrafo. Es Técnico Superior en Fotografía Artística.

## Carrera artística

### Director de Fotografía y Fotógrafo
Es miembro activo de la Society of Camera Operators (SOC), desde 2020. Siendo el primer operador de cámara de las Islas Canarias en ser miembro de esta prestigiosa organización. 
Su carrera artística y profesional le ha llevado a trabajar y desarrollar proyectos en Europa, Estados Unidos y África.
Director y Director de Fotografía del documental CINCUENTA, un documental que narra un viaje desde Los Angeles, California hasta el norte de Alaska en una autocaravana. Rodado durante tres meses en 2022 espera ser estrenado en el otoño de 2023.
Comisario y Director de la exposición Fotográfica Limbo, del artista Juan Carlos Fresnadillo (2016). TEA (Tenerife Espacio de las Artes)
Es director de la empresa fothotel, dedicada a la fotografía y cine publicitario para Hoteles y establecimientos turísticos (www.fothotel.com).
Sus últimos trabajos se han desarrollado en el continente africano, destacando la obra galardonada con el Premio Eva Fernández a la Creación Artística que concede el Cabildo de Tenerife, “El Pueblo Olvidado”, realizado en los campamentos de refugiados Saharauis en Tindouf, Argelia.
En el año 2010 fue seleccionado para participar en el prestigioso Festival de Fotografía FOTOFEST, que se celebra en Houston, USA. Participando en la sección Portfolio Review, lo que le da la oportunidad de contactar con varias galerías de arte de América y Asia para desarrollar nuevos proyectos.
Fue el director de fotografía y operador de cámara, en la realización del documental 'El país de los Hombres Azules, 35 años después' (2010), rodado en Argelia, Marruecos, Sáhara Occidental y en las Islas Canarias.
Produjo el largometraje 'Soldiers in the Shadows' (2009), rodado en la ciudad de Nueva York, realizando además las funciones de operador de cámara (segunda unidad), primer ayudante de dirección y foto fija.
Ha publicado cinco libros: “San Borondón: la isla descubierta” (2005), “Armadura de Tabaiba” (2006), “Soldados en la Sombra, David Olivera diary” (2008), “Madagascar 1906” (2013) y “Dakar el viaje inesperado” (2015).
Su obra artística ha sido expuesta en lugares como Islas Canarias, (España), Barcelona, (España), Nueva York, (Estados Unidos de Amércica), Utrecht, (Bélgica) Gantes, (Holanda) y Bruselas, (Bélgica).

## Filmografía
Como Director de Fotografía:
- Cincuenta (2016, España-USA)'. Largometrraje documental dirigido por David Olivera.
- Bad Poetry, Cheap Beer(2016, USA)'. Cortometraje de Aluísio Leite.
- Prejuicios (2015)'. Cortometraje de Isidro González.
- El Lamero (2013)'. Corporativo de Proyecto arquitectónico en La Gomera, Islas Canarias. Para Lameros del Barranco.
- Sheila & Tom'. Cortometraje de Pablo Mederos.
- El País de los Hombres Azules, 35 años después (2010)'. Documental Ríos TV
- Giro al Infinito (2009)'. Videocreación de Guillermo Ríos para la II bienal de Canarias: Arquitectura, Arte y Paisaje
- Albergue de Anaga (2009)'. Spot publicitario de Pedro Felipe.
- Fuerteventura (2008)' Documental de Ríos TV.
- La Laguna, Cinco Siglos de Historia (2008)'. Documental de Ríos TV.
- Intramuros (2005)'. Videocreación de Roberto Torres. Compañía Nómadas.
- Canarios Dentro, Canarios Fuera (2004)'. Videocreación de Lola Pérez.
- La Huella y La Senda (2004)'. Documental de Ríos TV.
- La Casa del Agua (1999)'. Cortometraje de Laura Machado.
- Pasa la Vida (1997)'. Cortometraje rodado en Súper 8 mm, de Tony González.

Como Operador de Cámara:
- Waking Karma(2023, USA)'. Largometraje de Carlos Montaner y Liz Werner.
- El vuelo del Guirre (2007). Operador de Cámara para Segunda Unidad. Largometraje de Teodoro y Santiago Ríos.
- La Despedida (2006). Operador de Cámara. Cortometraje de Alexis Hernández.
- Nelson, el Ataque (2004). Operador de Cámara. Documental de Roberto Ríos.

Desempeñando otras funciones:
- Intacto (2001). Operador de Cámara para Making of. Largometraje de Juan Carlos Fresnadillo.
- Los Guanches (1997). Segundo Ayudante de Cámara. Documental de Ríos TV.
- La Isla del Infierno (1997). Supervisor de Set. Largometraje de Javier Fernández Caldas.
- Piel de Cactus (1996). Segundo Ayudante de Cámara. Largometraje de Alberto Omar y Aurelio Carnero.
- La Raya (1995). Ayudante de Decorados. Cortometraje de Andrés Koppel.
- Una sencilla canción de R&R (1995). Foto Fija. Cortometraje de Teddy Murphy.

## Exposiciones de Fotografía
- "Dakar el viaje inesperado", Exconvento de Santo Domingo, La Laguna, 2015.
- "Madagascar 1906", Museo de la naturaleza y el Hombre. Santa Cruz de Tenerife 2013.
- "El mar desde mi isla", colectiva "El mar y sus sentidos". Tenerife, Las Palmas, Gantes (Bélgica), Bruselas (Bélgica), 2011.
- "Tiempo". Exconvento del Carmen. Jalisco. México. 2010.
- "Encuentro con Africa". Festival Atlántico Sonoro ( La Gomera ). 2010.
- "Rastros". Casa Los Coroneles ( Fuerteventura). Casa Salazar ( La Palma).2009.
- "Andanzas". Sala de Arte Casa Elder. Tenerife. 2009.
- "Explorando Espejismos". Bienal de Arte de Lanzarote. Islas Canarias. 2007.
- «Sueños rotos». Sala de Arte de Caja Canarias, La Laguna. Julio de 2007.
- «Viaje al interior», parte de esta muestra ha sido expuesta en la galería de arte Fotosphere gallery en la ciudad de Nueva York.
- «San Borondón, la isla descubierta». 2005, Sala de arte La Recova, Tenerife. Sala de arte Cicca, Las Palmas. Cabildo de La Palma. 2006, Convento de Santo Domingo, La Laguna 2006.
- «Islas Raíces» . 2005 , Sala de Arte Cajacanarias, Tenerife. Sala de Arte La Regenta, Las Palmas.
- «Espacios abiertos» . 2005, Sala de Arte Fundación Maphre Guanarteme. La Laguna. Sala de Arte Fundación Maphre Guanarteme, Las Palmas.
- «Memoria del sur», (sólo seis obras). 2005, Sala de Arte de Casa Elder, Santa Cruz de Tenerife. Fotonoviembre de 2005.
- «Viajes imaginarios». Casa de la Cultura Tacoronte, Fotonoviembre de 2003.
- «Ella, ello». La Laguna, Fotonoviembre de 2001.
- «Ventana al cielo». Casa de Lercaro, La Laguna. Festival de la Luz 2000.
- «El ojo del cíclope». Primavera fotográfica de Cataluña, Barcelona 2000. Museo se Arte Moderno de Tarragona]], Tarragona 2000.
- «Retratos». Santa Cruz de Tenerife, Fotonoviembre de 1999.
- «El rey dormido». Sala de Arte Cajacanarias, Puerto de la Cruz 1998.
- «Astilleros». Casa de la Cultura de Tacoronte, Fotonoviembre de 1997.
- «Soledades». Centro de Fotografía, colectiva 1995.
- «Interfiut». Centro de Fotografía, colectiva 1994.
- «Utopía». Fotonoviembre de 1993.
- «Rincones de Candelaria». Candelaria 1992.